# Ursula Weidenfeld

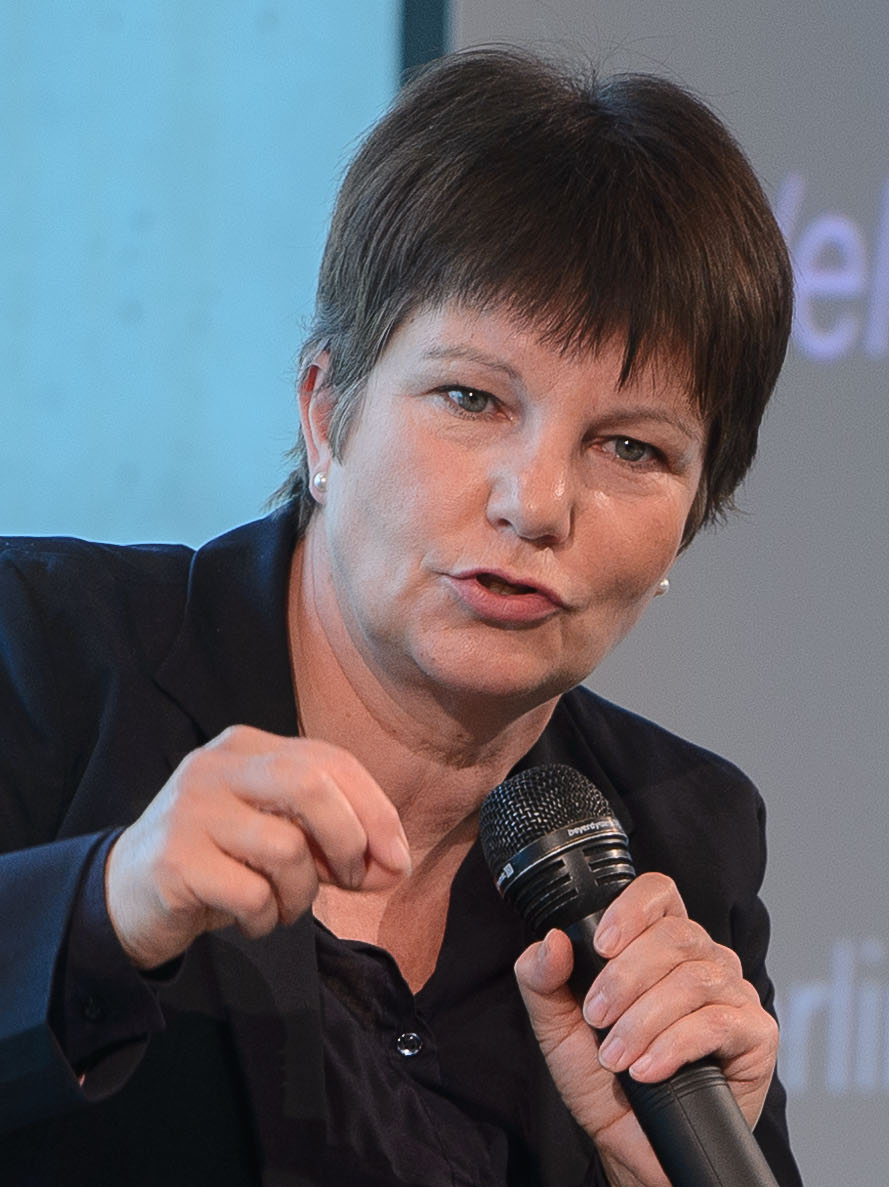
Ursula Weidenfeld, 2015

Ursula Weidenfeld (ehemals Ursula Beyenburg-Weidenfeld; * 15. März 1962 in Mechernich) ist eine deutsche Wirtschaftsjournalistin.

## Leben und Werk
Weidenfeld studierte nach dem Abitur am Gymnasium Am Turmhof (Mechernich) Wirtschaftsgeschichte, Germanistik und Volkswirtschaftslehre an den Universitäten Bonn und München. 1989 wurde sie am Bonner Lehrstuhl für Verfassungs-, Wirtschafts- und Sozialgeschichte mit einer Arbeit zur Mittelstandspolitik der 1950er Jahre promoviert. Ihre ersten journalistischen Schritte unternahm sie bei der Lokalausgabe Euskirchen der Kölnischen Rundschau. Ihr Volontariat absolvierte sie 1992 an der Georg-von-Holtzbrinck-Schule für Wirtschaftsjournalisten in Düsseldorf und ging dann zur Holtzbrinck-Zeitschrift Wirtschaftswoche.
Von 1992 bis 1994 war Weidenfeld Berlin-Korrespondentin der Wirtschaftswoche, dann von 1995 bis 1997 stellvertretende Ressortleiterin. 1997 wechselte sie von der Wirtschaftswoche zum Berliner Tagesspiegel, wo sie Ressortleiterin Wirtschaft wurde. 1999 ging sie ins Gründungsteam der Financial Times Deutschland nach Hamburg, wo sie das Ressort Unternehmen leitete. Im Oktober 2001 kehrte sie als Ressortleiterin Wirtschaft zum Tagesspiegel nach Berlin zurück. Später wurde sie dort auch stellvertretende Chefredakteurin. Von Mai 2008 bis Januar 2009 war sie Chefredakteurin der G+J-Zeitschrift impulse.
Neben ihrer publizistischen Tätigkeit arbeitet Weidenfeld freiberuflich als Moderatorin und Kommentatorin bei verschiedenen Fernseh- und Hörfunksendern. Im Handelsblatt schrieb sie regelmäßige Kolumnen, die auch in Buchform erschienen sind. Seit 2017 ist sie Autorin der Kolumne wirtschaftsweise bei t-online. 2007 wurde sie mit dem Ludwig-Erhard-Preis für Wirtschaftspublizistik ausgezeichnet, in dessen Jury sie im folgenden Jahr selbst berufen wurde. Im Jahr 2012 erhielt sie den Karl-Hermann-Flach-Preis.
Im Wintersemester 2014/15 und im Sommersemester 2015 vertrat Ursula Weidenfeld die Professur für Pressejournalismus am Journalistischen Seminar der Johannes Gutenberg-Universität Mainz.
Im Hinblick auf die wirtschaftlichen Auswirkungen der COVID-19-Pandemie kritisierte Weidenfeld im Juni 2020 in einer Kolumne die ihres Erachtens mangelnde Vorsorge von Soloselbstständigen vor wirtschaftlichen Ausfällen und Altersarmut und wurde dafür vom Verband der Gründer und Selbstständigen Deutschland (VGSD) kritisiert.

## Veröffentlichungen
Als Autorin:
- als Ursula Beyenburg-Weidenfeld: Wettbewerbstheorie, Wirtschaftspolitik und Mittelstandsförderung 1948–1963. Die Mittelstandspolitik im Spannungsfeld zwischen wettbewerbstheoretischem Anspruch und wirtschaftspolitischem Pragmatismus. Steiner, Stuttgart 1992, ISBN 3-515-05799-4 (Dissertation, Universität Bonn, 1989).
- Top-job-Blues. Die Ups und Downs der Managerwelt. Die besten Kolumnen aus dem Handelsblatt. Redline, Heidelberg 2005, ISBN 3-636-01304-1.
- Karrieremacher – Karrierekiller. Von Höhenflügen und Abstürzen im Management. Die besten Kolumnen aus dem Handelsblatt. Redline, Heidelberg 2007, ISBN 978-3-636-01460-3.
- mit Margaret Heckel: Ich, mein Kollege und sein Job. www.das-tut-man-nicht.de. Kreuz, Freiburg im Breisgau 2010, ISBN 978-3-7831-8046-6.
- mit Michael Sauga: Gelduntergang. Wie Banken und Politik unsere Zukunft verspielen. Piper, München 2012, ISBN 978-3-492-05534-5.
- mit Jan Hiesserich: Der CEO im Fokus. Lernen von den Besten für den richtigen Umgang mit der Öffentlichkeit. Campus, Frankfurt am Main 2015, ISBN 978-3-593-50264-9.
- Regierung ohne Volk. Warum unser politisches System nicht mehr funktioniert, Rowohlt, Berlin 2017.
- Die Kanzlerin. Porträt einer Epoche, Rowohlt, Berlin 2021, ISBN 978-3-7371-0123-3.
- Das doppelte Deutschland. Eine Parallelgeschichte, 1949–1990, Rowohlt, Berlin 2024, ISBN 978-3-7371-0167-7.

Als Herausgeberin:
- Wolfgang Clement, Friedrich Merz: Was jetzt zu tun ist. Deutschland 2.0. Herder, Freiburg im Breisgau 2010, ISBN 978-3-451-30252-7.
- Nützliche Aufwendungen? Der Fall Siemens und die Lehren für das Unternehmen, die deutsche Industrie und Gesellschaft. Piper, München 2011, ISBN 978-3-492-05477-5.